# Jällsjön (Hillareds socken, Västergötland)
Jällsjön är en sjö i Svenljunga kommun i Västergötland och ingår i Ätrans huvudavrinningsområde.